# Kanton Étrépagny
Étrépagny is een voormalig kanton van het Franse departement Eure. Het kanton maakte deel uit van het arrondissement Les Andelys. Het werd opgeheven bij decreet van 25 februari 2014, met uitwerking op 22 maart 2015. Alle gemeenten werden opgenomen in het kanton Gisors.

## Gemeenten
Het kanton Étrépagny omvatte de volgende gemeenten:
- Chauvincourt-Provemont
- Coudray
- Doudeauville-en-Vexin
- Étrépagny (hoofdplaats)
- Farceaux
- Gamaches-en-Vexin
- Hacqueville
- Heudicourt
- Longchamps
- Morgny
- Mouflaines
- La Neuve-Grange
- Nojeon-en-Vexin
- Puchay
- Richeville
- Sainte-Marie-de-Vatimesnil
- Saussay-la-Campagne
- Le Thil
- Les Thilliers-en-Vexin
- Villers-en-Vexin